# Nano (hudební skupina)
Nano je česká indie-electro skupina. Vznikla v roce 2010. Vydala dvě alba a jedno krátké EP, nejnovější album Is This Art? s větším množstvím hostujících hudebníků produkoval Jiří Burian. Zpěvačka Markéta Štechová zpívá v angličtině. K singlu Sober z alba 2am Bedroom Songs vznikl videoklip.

## Diskografie
- Faster Than Love, EP 2012
- 2am Bedroom Songs, 2012
- Is This Art?, 2016